# Mỏ crômit Cổ Định
Mỏ crômit Cổ Định hay mỏ cromit Cổ Định là một mỏ crôm lớn ở tỉnh Thanh Hóa, phía bắc Việt Nam.
Mỏ nằm trên sườn và chân Núi Nưa ở vùng đất 3 huyện Nông Cống, Triệu Sơn và Như Thanh.
Mỏ crôm Cổ Định có trữ lượng crôm ước tính 20,8 triệu tấn quặng phân loại 46% crôm. Mỏ thuộc nhóm mỏ có trữ lượng crôm lớn nhất tại Việt Nam.